# Anna của Nga
Anna Ioannovna (tiếng Nga: Анна Иоанновна; 7 tháng 2 [lịch cũ 28 tháng 1] năm 1693 – 28 tháng 10 [lịch cũ 17 tháng 10] năm 1740), cũng được Nga hóa là Anna Ivanovna và đôi khi được Anh hóa là Anne. Bà giữ chức nhiếp chính của Công quốc Courland sau khi chồng qua đời vào năm 1711 đến năm 1730 và sau đó cai trị Đế quốc Nga với tư cách là Nữ hoàng từ năm 1730 đến khi qua đời vào năm năm 1740. Phần lớn triều đình của Anna chịu ảnh hưởng lớn bởi các chính sách được Pyotr Đại đế 1682–1725) phát thảo trước đó, chẳng hạn như các dự án xây dựng xa hoa ở St. Petersburg, tài trợ cho Viện Hàn lâm Khoa học Nga và các chính sách thường có lợi cho giới quý tộc, chẳng hạn như bãi bỏ luật quyền thừa kế vào năm 1730. Ở phương Tây, triều đại của Anna theo truyền thống được coi là sự tiếp nối của quá trình chuyển đổi từ hệ thống Muscovy cũ sang hệ thống triều đình Tây Âu được khởi xướng bởi Pyotr Đại đế. Trong nước Nga, triều đại của Anna thường được gọi là "thời kỳ đen tối".
Anna goá chồng ở tuổi 17, chỉ sau 40 ngày thành hôn thì chồng bà đột ngột qua đời khi hai vợ chồng đang trên đường từ St. Peterburg để trở về lãnh địa của gia đình chồng ở Courland, kể từ đó bà không lấy thêm bất cứ một người chồng nào nữa cho đến khi qua đời ở tuổi 47.

## Cuộc sống ban đầu
Anna sinh ra ở Moskva, là con gái của Sa hoàng Ivan V và vợ ông Praskovia Saltykova. Mặc dù cha của Anna là Sa hoàng nước Nga và đồng cai trị với người em trai cùng cha khác mẹ của ông là Sa hoàng Pyotr I, ông bị thiểu năng tâm thần và không có khả năng điều hành đất nước. Vì thế nên, người em trai cùng cha khác mẹ của ông trở thành người cai trị chuyên chế của toàn cõi nước Nga. Ivan V băng hà tháng 2 năm 1696, khi mà Anna chỉ mới 3 tuổi, và chú của bà trở thành người cai trị duy nhất của nước Nga.
Bà có một người chị gái Catherine và một người em gái Praskovya. Cả ba được nuôi dưỡng một cách có kỷ luật và khắt khe bởi người mẹ góa bụa của họ Praskovia Saltykova, một người phụ nữ nghiêm khắc có tính cách tuyệt vời. Sinh ra trong một gia đình có thu nhập tương đối khiêm tốn, Praskovia Saltykova đã trở thành một người vợ mẫu mực của một người đàn ông bị thiểu năng trí tuệ, và mong muốn các con gái của mình sống theo các tiêu chuẩn đạo đức và đức hạnh cao của chính bà. Anna lớn lên trong một môi trường coi trọng đức hạnh của người phụ nữ và bản lĩnh gia đình được đặt cao trên hết, và đặc biệt coi trọng sự tiết kiệm, lòng bác ái và các nghi lễ tôn giáo. Nền giáo dục của bà bao gồm tiếng Pháp, tiếng Đức, các văn bản tôn giáo và văn hóa dân gian, được pha trộn với một số âm nhạc và khiêu vũ. Khi lớn lên, bà trở thành một cô gái bướng bỉnh, có tính khá tệ, khiến bà có biệt danh là "Iv-anna Khủng Khiếp". Anna nổi tiếng với đôi má to, "như trong các bức chân dung của bà", Thomas Carlyle nói, "giống như một chiếc giăm bông Westphalia".
Trong khi đó, chú của bà Pyotr I đã yêu cầu gia đình bà chuyển từ Moskva đến St. Peterburg. Điều này có nghĩa là một sự thay đổi không chỉ về vị trí mà còn cả xã hội, và điều này có ảnh hưởng đáng kể đến Anna. Bà cực kỳ thích sự lộng lẫy của cung đình và sự tiêu xài hoang phí nơi đây, cái mà hoàn toàn khác với sự nghiêm khắc của mẹ bà.

## Kết hôn, goá bụa và nhiếp chính Courland
Năm 1710, chú của Anna là Pyotr Đại đế đã sắp xếp cho bà, lúc đó 17 tuổi kết hôn với Friedrich Wilhelm, Công tước xứ Courland thuộc Vương tộc Kettler, người cũng trạc tuổi bà. Đám cưới của Anna được tổ chức hoành tráng, theo đúng sở thích của bà, vào ngày 11 tháng 11 năm 1710; Pyotr Đại đế đã tặng cô dâu một khoản hồi môn lên đến 200.000 rúp. Tại bữa tiệc sau đám cưới, hai chú lùn đã biểu diễn một trò hề bằng cách nhảy ra khỏi những chiếc bánh khổng lồ và nhảy múa trên bàn.
Cặp đôi mới cưới đã dành vài tuần ở Nga trước khi trở về Công quốc Courland. Chỉ cách St. Petersburg 20 dặm, trên đường đến Courland, vào ngày 21 tháng 1 năm 1711, Công tước Friedrich đã qua đời. Nguyên nhân cái chết vẫn chưa rõ ràng - có nhiều giả thuyết khác nhau về nguyên nhân là do cảm lạnh hoặc do tác dụng của rượu.
Sau khi chồng mất, Anna chuyển đến Mitau (nay gọi là Jelgava), thủ phủ của Courland (nay là miền tây Latvia) và cai trị tỉnh này trong gần 20 năm, từ năm 1711 đến năm 1730. Trong thời gian này, cư dân người Nga là Bá tước Peter Bestuzhev, là cố vấn của bà (và đôi khi là người tình). Bà không bao giờ tái hôn sau cái chết của chồng, nhưng kẻ thù của bà tuyên bố rằng bà đã có mối tình với Công tước Ernst Johann von Biron, một cận thần nổi tiếng, trong nhiều năm.

## Khủng hoảng kế vị và được chọn để lên ngôi

Năm 1730, Sa hoàng Pyotr II (cháu trai của Sa hoàng Pyotr I) băng hà khi còn trẻ mà không có con để nối ngôi. Cái chết của ông đã làm dòng nam của Nhà Romanov tuyệt tự. Ứng cử viên ngai vàng lúc này là ba người con gái còn sống của Sa hoàng Ivan V là Anna (sinh 1693), Catherine (sinh 1691), Praskovya (sinh 1694) và người con gái còn sống duy nhất của Sa hoàng Pyotr I là Elizaveta (sinh 1709).
Ivan V là anh trai của Pyotr I, và vì thế nên các con của Ivan V được ưu tiên để kế vị ngai vàng hơn các con của Pyotr I. Tuy nhiên, nếu nhìn từ quan điểm khác như người kế vị ngai vàng nên là những người thân gần gũi nhất của người tiền nhiệm thì những người con gái của Pyotr I sẽ được ưu tiên hơn, vì họ là cô của Tiên hoàng Pyotr II. Sự tiến thoái lưỡng nan này ngày càng lớn hơn, vì những người con gái của Pyotr I đều là những con ngoài giá thú được sinh ra bởi một người hầu tên là Catherine, nhưng chỉ được hợp pháp hóa sau đó khi Pyotr I kết hôn với Catherine. Mặt khác, Praskovia Saltykova, vợ của Ivan V, là con gái của một nhà quý tộc và là một người vợ, người mẹ tận tụy; hơn nữa, bà là một quý bà được kính trọng vì nhiều đức tính tốt, đặc biệt là đức tính trong sạch.

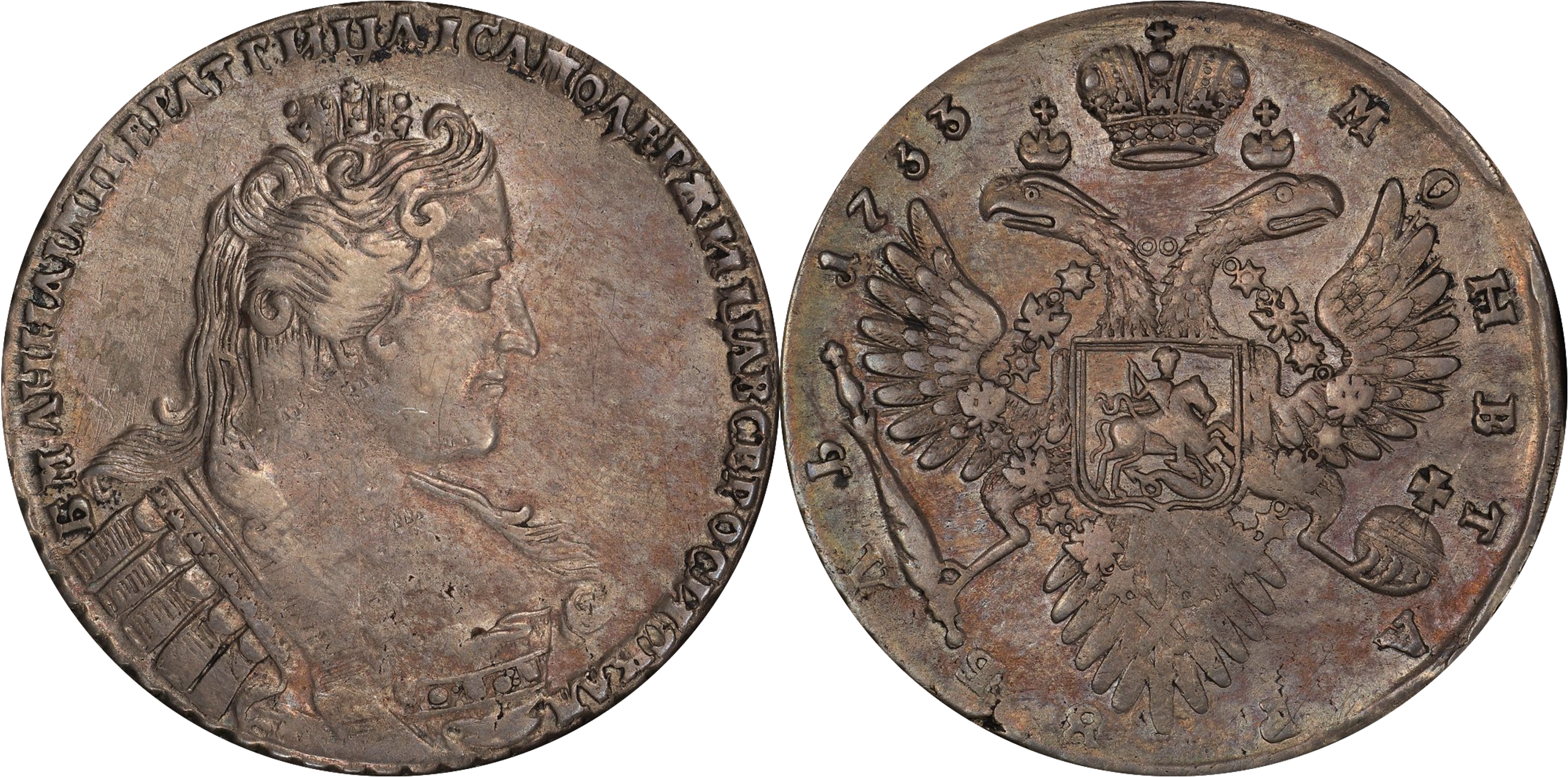
Xu bạc: 1 Ruble với chân dung Nữ hoàng Anna ở mặt trước

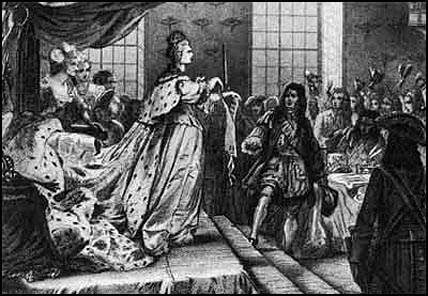
Nữ hoàng Anna xé rách các hiệp ước

Cuối cùng, Hội đồng Cơ mật tối cao Nga dẫn đầu bởi Hoàng thân Dmitri Golitzyn đã chọn Anna để bước lên ngai vàng, bà được chọn trong khi chị gái của bà là Catherine thì bị loại trừ, mặc dù Catherine khi đó đang cư trú tại Nga trong khi Anna thì không. Có một số lý do cho điều này: Anna là một góa phụ không có con (như thế nếu Anna lên ngôi thì sẽ không có nguy cơ một thế lực ngoại quốc nào có thể cầm quyền ở Nga thông qua quyền họ nội); bà cũng có một số kinh nghiệm về chính phủ, vì bà đã quản lý Công quốc Courland của người chồng quá cố của mình trong gần hai thập kỷ. Mặt khác, về Catherine thì đã kết hôn với Công tước Karl Leopold xứ Mecklenburg-Schwerin. Dù bà đã ly thân với chồng và sống ở Nga, điều này tự nó đã là điều đáng xấu hổ; và dù chồng bà có mặt hay vắng mặt, sự tồn tại của ông có thể gây ra vấn đề ngay tại lễ đăng quang của bà. Sự can thiệp của ông vào các vấn đề của chính phủ vào một thời điểm nào đó sau này khó có thể ngăn cản được, đặc biệt là vì Catherine có một cô con gái với chồng. Trong trường hợp đó, vì ông là một thân vương cai trị của một vương tộc lâu đời trong Đế chế La Mã Thần thánh với nhiều năm kinh nghiệm, ông sẽ không dễ nghe theo lời khuyên của hội đồng như một Hoàng nữ người Nga. Ngoài ra, việc Catherine đã có một cô con gái sẽ đảm bảo chắc chắn về quyền kế vị mà có lẽ giới quý tộc không muốn có.
Hội đồng Cơ mật Tối cao muốn một người góa phụ không con giống như Anna lên ngôi thay vì các chị em của bà. Vì họ mong muốn rằng một khi đăng quang bà sẽ cảm thấy mang ơn các quý tộc và dễ nghe lời hơn từ lời khuyên của hội đồng. Để đảm bảo điều đó, Hội đồng đã thuyết phục Anna ký kết một tuyên bố về "những điều kiện", trong đó nói rằng Anna sẽ cai trị theo sự thương nghị của họ và không được phép bắt đầu một cuộc chiến tranh hoặc kêu gọi hòa bình và đặt các loại thuế, chi tiêu ngân sách nhà nước mà không có sự đồng ý của họ. Bà cũng không được xử phạt bất cứ ai trong giới quý tộc mà không qua thưa kiện, không thể ban cho bất cứ ai các khoản tài trợ, không thể bổ nhiệm bất cứ ai vào các vị trí quan lại dù người đó có là người ngoại quốc hay là người Nga mà không có sự đồng ý của Hội đồng.
Các cuộc thảo luận của hội đồng được tổ chức ngay cả khi Pyotr II đang hấp hối vì bệnh đậu mùa vào mùa đông năm 1729–1730. Văn bản "Điều kiện" được trình lên Anna vào tháng 1, và bà đã ký vào ngày 18 tháng 1 năm 1730, ngay vào thời điểm Pyotr II qua đời. Buổi lễ xác nhận được tổ chức tại Mitau, kinh đô của xứ Courland (nay được gọi là Jelgava), và sau đó bà lên đường trở lại kinh đô của Đế chế Nga. 
Vào ngày 20 tháng 2 năm 1730, ngay sau khi đến nơi, Nữ hoàng Anna đã thực hiện đặc quyền của mình để bãi bỏ Hội đồng Cơ mật của người tiền nhiệm và giải tán cơ quan đó. Hội đồng Cơ mật Tối cao đã quy định những "Điều kiện" có lợi, phần lớn thuộc về các gia đình của các Thân vương Nhà Dolgorouki và Nhà Galitzin. Chỉ trong vài ngày, một phe phái khác nổi lên tại triều đình phản đối sự thống trị của hai gia tộc này. Vào ngày 7 tháng 3 năm 1730, một nhóm người thuộc phe phái này (có số lượng từ 150 đến 800 người, tùy theo nguồn) đã đến cung điện và kiến nghị với nữ hoàng từ chối "Điều kiện" và nắm quyền chuyên chế như những người tiền nhiệm. Trong số những người thúc giục Anna làm như vậy có chị gái của bà là Catherine. Anna đã từ chối văn bản Điều kiện và vì mục đích tốt đẹp, bà đã xử chém một số người soạn thảo văn bản và nhiều người khác bị lưu đầy đến Siberia. Sau đó, bà nắm quyền chuyên chế và cai trị như một vị hoàng đế chuyên chế, theo cùng cách thức như những người tiền nhiệm của bà. Vào đêm Anna xé bỏ Điều kiện, một cực quang xuất hiện trên bầu trời, khiến đường chân trời "xuất hiện toàn máu" theo lời của một người đương thời, được nhiều người coi là điềm báo đen tối về triều đại của Anna sẽ như thế nào.

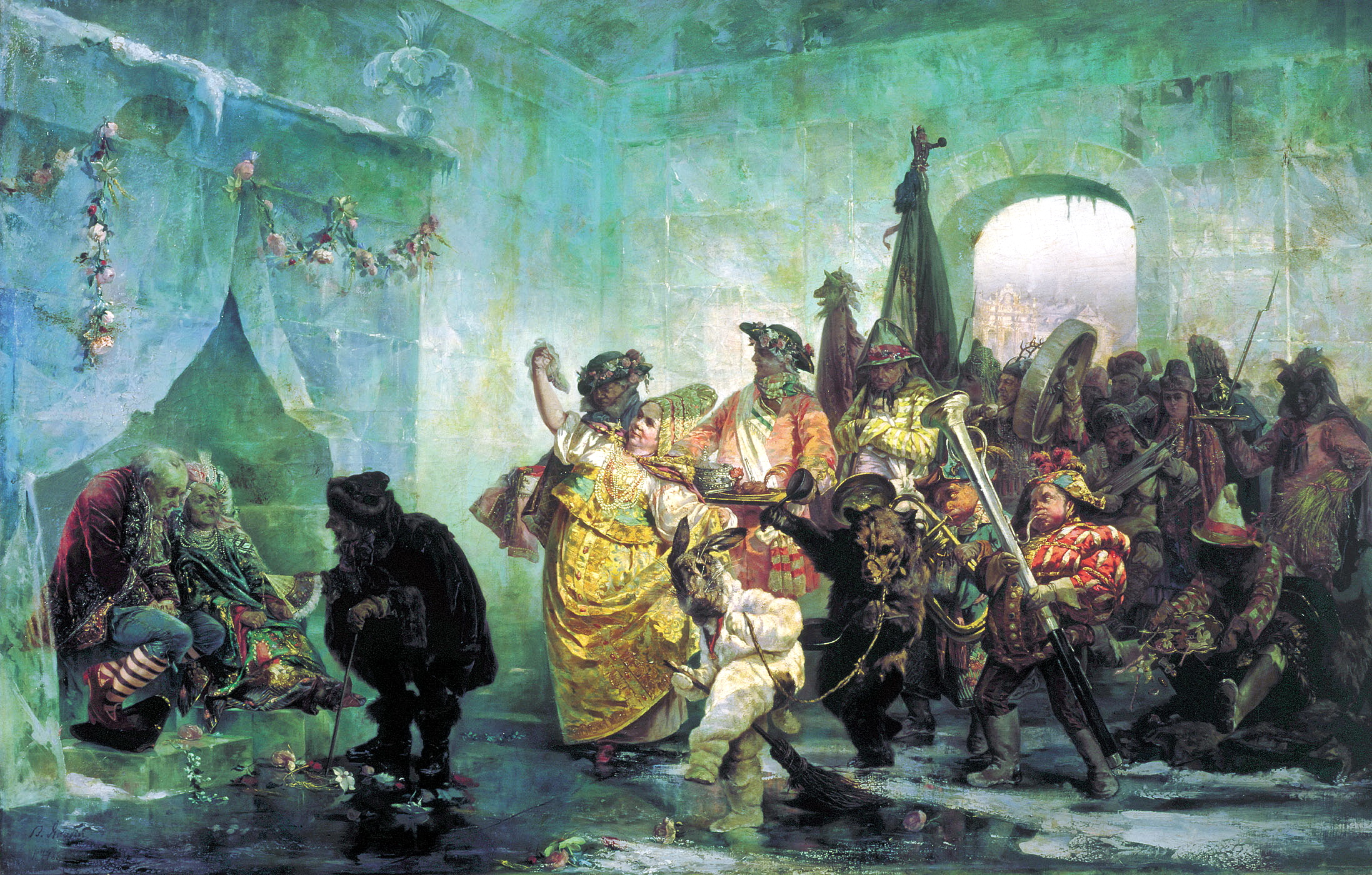
Trong bức tranh vẽ năm 1878 này của Valery Jacobi, cặp đôi mới cưới Mikhail Golitsyn và Avdotya Buzheninova sợ hãi ngồi trên chiếc giường băng bên trái; người phụ nữ vui tính trong chiếc váy vàng là Nữ hoàng Anna.

Ý chí mạnh mẽ và lập dị, Anna được biết đến với sự tàn nhẫn và khiếu hài hước thô tục. Bà đã ép Thân vương Mikhail Alekseevich Golitsyn trở thành gã hề trong cung điện của mình và gả ông cho người hầu gái người Kalmyk xấu xí của bà là Avdotya Buzheninova. Để ăn mừng lễ cưới, Nữ hoàng đã cho xây dựng một cung điện băng cao 33 feet và dài 80 feet cùng với những chiếc giường băng, bậc thang, ghế, cửa sổ và thậm chí cả những khúc gỗ băng trong lò sưởi băng. Thân vương Golitsyn và cô dâu của mình bị nhốt trong một chiếc lồng trên lưng một con voi và diễu hành qua các con phố đến công trình này để trải qua đêm tân hôn trong cung điện băng, mặc dù đó là một đêm cực kỳ lạnh giá giữa mùa đông giá lạnh. Nữ hoàng Anna đã bảo cặp đôi này phải ân ái và giữ chặt cơ thể nếu không muốn chết cóng. Cuối cùng, cặp đôi đã sống sót khi người hầu gái đổi một chiếc vòng cổ ngọc trai lấy một chiếc áo khoác da cừu từ một trong những người lính canh. Là một thợ săn nhiệt tình, Anna luôn để một khẩu súng ngắn bên cửa sổ để bà có thể bắn chim bất cứ lúc nào trong ngày khi bà cảm thấy muốn đi săn.

## Nữ hoàng Nga

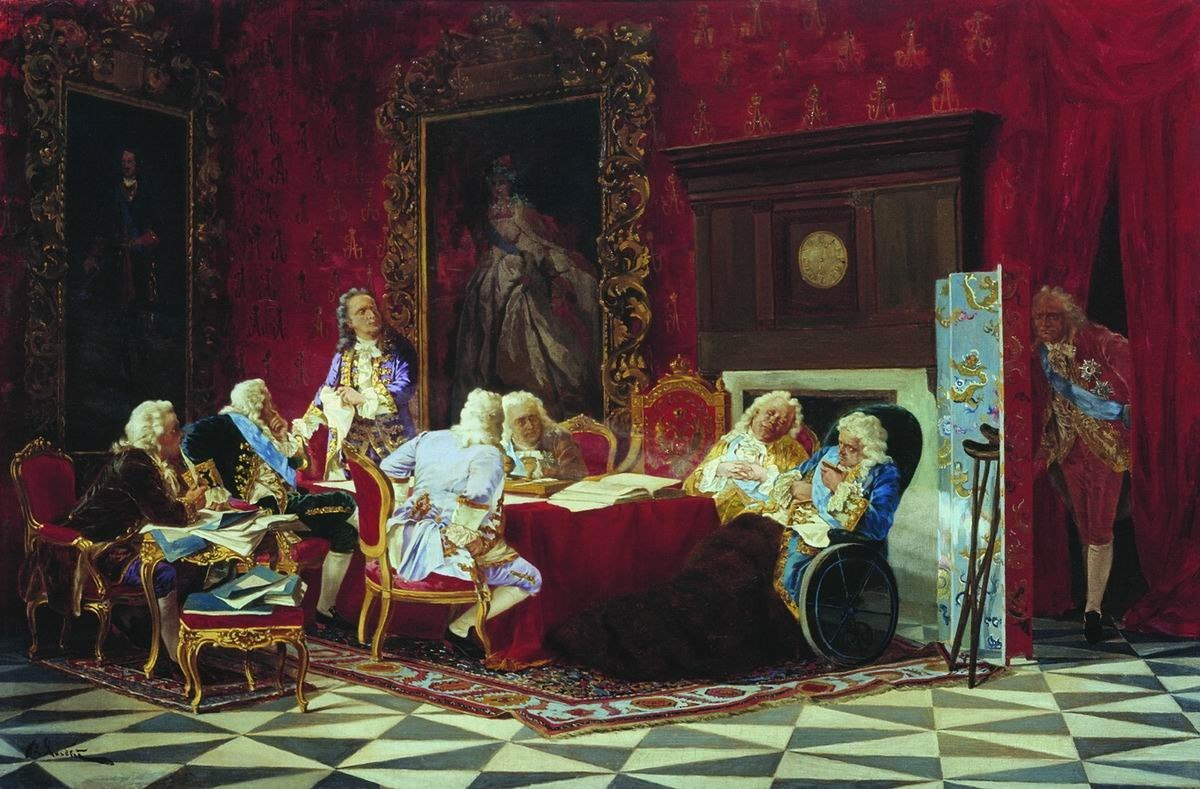
Bộ trưởng Nội các của Nữ hoàng Anna Ivanovna, tranh của Valery Jacobi

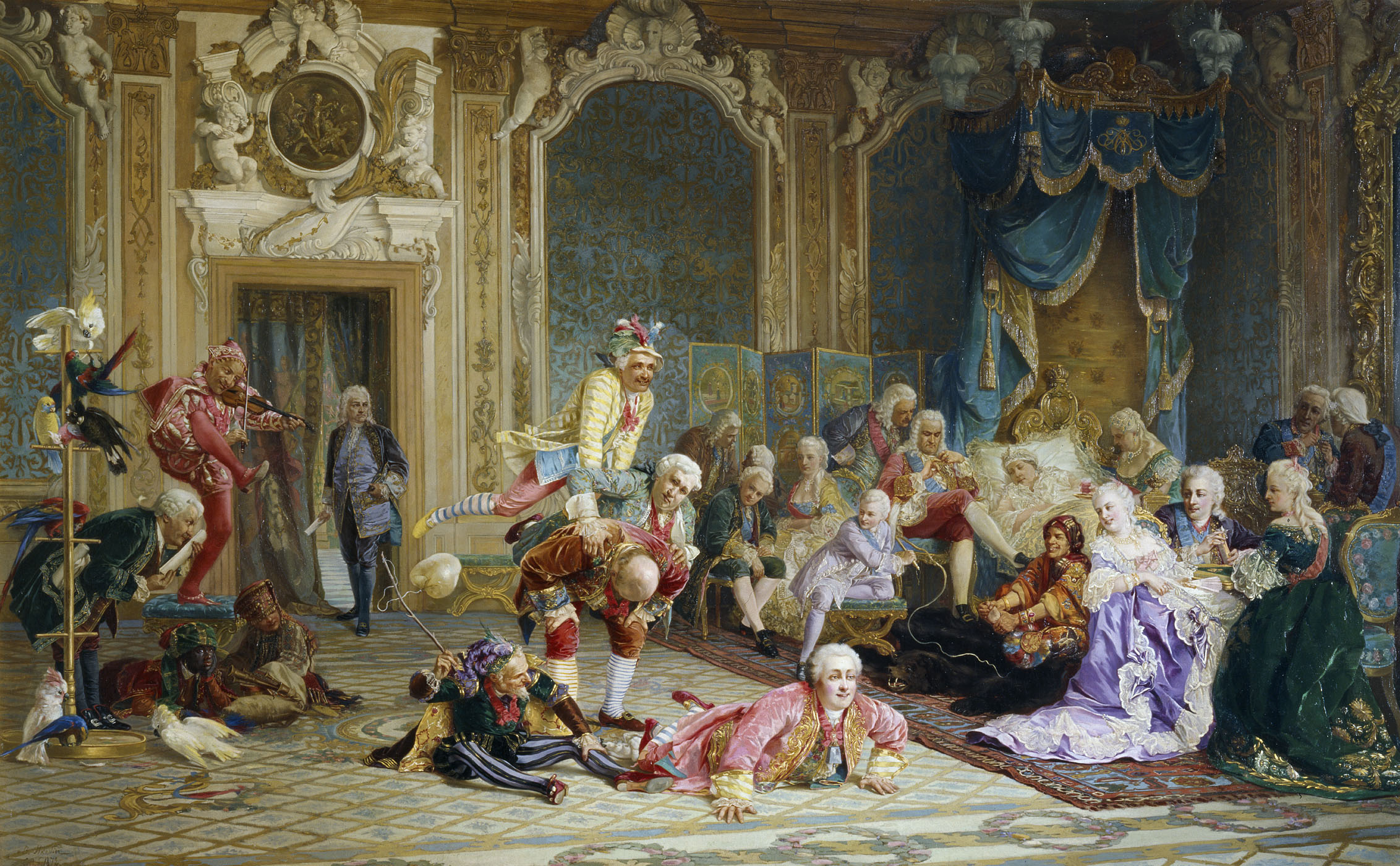
Những gã hề trong cung điện của Nữ hoàng Anna Ivanovna; tranh của Valery Jacobi

Anna tiếp tục các kiến trúc xa hoa ở Kinh đô St. Petersburg. Bà đã hoàn thành một tuyến đường thủy bắt đầu được xây dựng dưới thời Pyotr Đại đế và kêu gọi các tàu biển di chuyển trên kênh đào mới này và tiếp tục mở rộng lực lượng hải quân. Người tình của Anna là Ernst Johann von Biron là một người Đức Baltic và do ảnh hưởng của ông, người Đức Baltic được ưu ái với các chức vụ trong chính phủ, dẫn đến sự phẫn nộ của giới quý tộc Nga, mặc dù nhà sử học người Mỹ Walter Moss đã cảnh báo rằng hình ảnh phổ biến về Bironovschina là một trong những người Đức Baltic thống trị hoàn toàn nước Nga chỉ là đang phóng đại.

### Quân đoàn thiếu sinh quân
Anna thành lập Quân đoàn thiếu sinh quân vào năm 1731, một năm sau khi lên ngôi. Quân đoàn thiếu sinh quân là một nhóm các cậu bé bắt đầu từ độ tuổi lên 8 được đào tạo cho quân đội. Chương trình đào tạo này kết hợp một chương trình đào tạo rất nghiêm ngặt bao gồm tất cả các khóa học cần thiết để một người có thể giữ một vị trí quan trọng trong quân đội. Theo thời gian, chương trình này đã được các hoàng đế và nữ hoàng khác của Đế chế Nga cải thiện và nâng cấp, chẳng hạn như Catherine Đại đế. Những người này bắt đầu đưa nghệ thuật và khoa học vào chương trình đào tạo của học viên, bên cạnh các nghiên cứu đã được thiết lập về các chủ đề quân sự.

### Viện Hàn lâm Khoa học
Anna tiếp tục tài trợ cho Viện Hàn lâm Khoa học Nga, do Pyotr Đại đế khởi xướng. Nơi này được thiết kế để thúc đẩy nền khoa học ở Nga, nhằm giúp đất nước đạt đến trình độ của các nước phương Tây trong thời kỳ đó. Một số môn học được giảng dạy là toán học, thiên văn học và thực vật học. Viện Hàn lâm Khoa học cũng chịu trách nhiệm cho nhiều cuộc thám hiểm; một ví dụ đáng chú ý là Chuyến thám hiểm Biển Bering. Trong khi cố gắng xác định xem Châu Mỹ và Châu Á đã từng kết nối với nhau hay chưa, vùng đất Siberia và người bản địa nơi đây cũng đã được nghiên cứu. Những nghiên cứu này đã được tham khảo rất lâu sau khi đoàn thám hiểm trở về từ Siberia.
Viện Hàn lâm đã phải chịu sự can thiệp từ các bên ngoài. Chính phủ và nhà thờ thường xuyên can thiệp vào việc tài trợ và thử nghiệm, thay đổi dữ liệu để phù hợp với quan điểm của họ. Trường khoa học này rất nhỏ, không bao giờ vượt quá số lượng 12 sinh viên trong trường đại học và chỉ hơn 100 sinh viên trong trường trung học. Tuy nhiên, đây là một bước tiến lớn đối với nền giáo dục ở Nga thời đó. Nhiều giáo viên và giáo sư được đưa từ Đế chế La Mã Thần thánh đến, mang theo quan điểm phương Tây vào hướng dẫn mà học sinh nhận được. Một số sinh viên được các giáo sư người Đức này giảng dạy sau này trở thành cố vấn hoặc gia sư cho các nhà lãnh đạo tương lai, chẳng hạn như gia sư của Catherine Đại đế, Adodurov. Trong thời kỳ trị vì của Anna, Viện Hàn lâm Khoa học bắt đầu đưa Nghệ thuật vào chương trình, vì khi đó vẫn chưa có trường đào tạo nghệ thuật nào, và Nữ hoàng là người ủng hộ mạnh mẽ nghệ thuật. Sân khấu, kiến trúc, điêu khắc và báo chí đều được thêm vào chương trình giảng dạy. Trong thời gian này, nền tảng của đoàn Ba lê Nga nổi tiếng thế giới hiện nay đã được ra đời.

### Văn phòng điều tra bí mật
Anna đã hồi sinh Văn phòng điều tra bí mật, với mục đích là trừng phạt những người bị kết tội về chính trị, mặc dù đôi khi có một số vụ án không mang tính chất chính trị. Từ thời Anna trị vì, người ta đồn rằng Biron là người có quyền lực đứng sau Văn phòng điều tra bí mật, trong khi thực tế, văn phòng này do thượng nghị sĩ A. I. Ushakov điều hành. Các hình phạt dành cho những người bị kết án thường rất đau đớn và ghê tởm. Ví dụ, một số người bị cho là âm mưu chống lại chính phủ đã bị cắt mũi ngoài việc bị đánh bằng roi da. Chính quyền Nga đã liệt kê tổng cộng khoảng 20.000 người Nga—bao gồm một số quý tộc bản địa cao cấp nhất—đã trở thành nạn nhân của văn phòng này.

### Văn phòng phụ trách các vấn đề của người mới cải đạo
Chính quyền dưới thời Anna đã thành lập Văn phòng phụ trách các vấn đề của người mới cải đạo vào năm 1740 để mở rộng việc cải đạo sang Chính thống giáo. Văn phòng này nằm trong Tu viện Bogoroditsky ở Kazan, có các thầy tu làm việc và được các cơ quan nhà nước hỗ trợ.
Theo sắc lệnh của nữ hoàng, họ đã chủ trì một cuộc cải đạo mạnh mẽ, trong đó những người cải đạo được cung cấp hàng hóa và tiền mặt để đổi lấy "phần thưởng cho việc chấp nhận phép rửa tội". Tuy nhiên, sự đe dọa và bạo lực cũng đóng một vai trò trong việc cải đạo, vì một bản kiến nghị của người Chuvash đã mô tả cách giáo sĩ "đánh đập họ một cách tàn nhẫn và làm lễ rửa tội cho họ trái với ý muốn của họ". Ngoài ra, hàng trăm nhà thờ Hồi giáo đã bị phá hủy. Đến những năm 1750, hơn 400.000 người ngoại đạo và người Hồi giáo đã cải đạo.

### Quý tộc
Anna đã ban nhiều đặc quyền cho giới quý tộc. Năm 1730, bà đã đảm bảo việc bãi bỏ luật thừa kế của Pyotr Đại đế, cấm việc phân chia tài sản giữa những người thừa kế. Bắt đầu từ năm 1731, các chủ đất phải chịu trách nhiệm về thuế của nông nô, điều này có tác dụng thắt chặt hơn nữa sự ràng buộc về kinh tế của họ. Năm 1736, độ tuổi để một quý tộc bắt đầu phục vụ bắt buộc cho nhà nước đã thay đổi thành 20 tuổi với thời gian phục vụ là 25 năm. Anna và chính phủ của bà cũng xác định rằng nếu một gia đình có nhiều hơn một người con trai, thì giờ đây một người có thể ở lại để điều hành điền trang của gia đình.

### Tây hóa
Tây hóa tiếp tục diễn ra sau thời trị vì của Pyotr Đại đế trong các lĩnh vực văn hóa phương Tây nổi bật như Viện Hàn lâm Khoa học, giáo dục quân đoàn thiếu sinh quân và văn hóa đế quốc bao gồm sân khấu và opera. Mặc dù không đạt tốc độ nhanh như Tây hóa dưới thời trị vì của người chú Pyotr, nhưng rõ ràng là văn hóa mở rộng, kiến thức vẫn tiếp tục trong thời kỳ trị vì của Anna và chủ yếu ảnh hưởng đến giới quý tộc. Người ta cho rằng thành công này trong quá trình Tây hóa là nhờ vào nỗ lực của giới quý tộc Đức đến từ Thánh chế La Mã; tác động của người nước ngoài được xem xét theo cả hướng tích cực và tiêu cực.
Triều đại của Anna khác với triều đại của những người cai trị đế quốc Nga khác ở một khía cạnh: triều đình của bà hầu như toàn bộ là người nước ngoài, phần lớn là người Đức. Một số nhà quan sát cho rằng các nhà sử học tách biệt triều đại của bà khỏi lịch sử Nga do định kiến lâu dài của họ đối với người Đức, những người mà Anna dường như có thiện cảm.
Có rất nhiều đề cập đến người Đức trong suốt thời kỳ trị vì của Anna. Ví dụ, bà thường trao cho họ các vị trí đứng đầu trong nội các của mình và các vị trí ra quyết định quan trọng khác. Điều này là do bà không tin tưởng nhiều vào người Nga. Chính vì ảnh hưởng mạnh mẽ của người Đức trong chính phủ mà nhiều người Nga đã trở nên phẫn nộ với họ.
Trường Sân khấu Hoàng gia, được gọi là Học viện Ba lê Nga Vaganova sau năm 1957, được thành lập dưới thời trị vì của Anna vào ngày 4 tháng 5 năm 1738. Đây là trường ba lê đầu tiên ở Nga, cũng như là trường thứ hai trên thế giới. Trường được thành lập thông qua sáng kiến của bậc thầy và giáo viên ba lê người Pháp Jean-Baptiste Landé.

### Ngoại giao
Trong thời kỳ trị vì của Anna, Nga đã tham gia vào hai cuộc xung đột lớn, Chiến tranh Kế vị Ba Lan (1733–1735) và một cuộc chiến tranh khác với Đế chế Ottoman. Trong cuộc chiến trước, Nga đã hợp tác với Quân chủ Habsburg - Áo để ủng hộ con trai của Augustus II là August III Sas chống lại ứng cử viên Stanisław Leszczyński, người phụ thuộc vào Vương quốc Pháp (cha vợ của vua Pháp Louis XV) và thân thiện với Đế quốc Thụy Điển và Ottoman. Tuy nhiên, sự tham gia của Nga vào cuộc xung đột đã nhanh chóng kết thúc và Chiến tranh Nga-Ottoman (1735–1739) quan trọng hơn nhiều.
Năm 1732, Nader Shah đã buộc Nga phải trả lại các vùng đất ở phía bắc lục địa Ba Tư đã bị chiếm trong Chiến tranh Nga-Ba Tư diễn ra dưới thời Pyotr Đại đế; Hiệp ước Resht còn cho phép liên minh chống lại Đế chế Ottoman, kẻ thù chung và, trong mọi trường hợp, các tỉnh Shirvan, Ghilan và Mazanderan đã là gánh nặng cho ngân khố của đế quốc trong toàn bộ thời gian chiếm đóng của họ. Ba năm sau, vào năm 1735, tuân thủ Hiệp ước Ganja, phần còn lại của các vùng lãnh thổ đã chiếm được từ Ba Tư hơn một thập kỷ trước ở Bắc Kavkaz và Nam Kavkaz cũng đã được trả lại.
Cuộc chiến chống lại người Ottoman kéo dài bốn năm rưỡi, một trăm nghìn người và hàng triệu rúp; gánh nặng của nó đã gây ra căng thẳng lớn cho người dân Nga, và cuộc chiến chỉ giúp Nga giành được thành phố Azov và các vùng phụ cận cho Nga. Tuy nhiên, tác động của nó lớn hơn những gì chúng ta thấy ban đầu. Chính sách mở rộng về phía nam của Osterman đã thắng thế so với Hòa ước Pruth năm 1711 do Pyotr Đại đế ký kết. Münnich đã mang đến cho Nga chiến dịch đầu tiên chống lại Ottoman mà không kết thúc bằng thảm họa tan nát và làm tan biến ảo tưởng về sự bất khả chiến bại của Ottoman. Ông đã chứng minh thêm rằng lính cận vệ và kỵ binh của Nga có thể đánh bại gấp đôi số lượng lính Janissary và lính Spahi của Ottoman. Các đoàn quân Tatar ở bán đảo Crimea đã bị tiêu diệt, những thành công vang dội và bất ngờ của Nga đã làm tăng đáng kể uy tín của họ ở phần còn lại của châu Âu.
Người Nga cũng thiết lập chế độ bảo hộ đối với hãn quốc của người Kirghiz, cử các sĩ quan đến hỗ trợ cuộc chinh phục Hãn quốc Khiva trong thời gian ngắn ngủi của ông.
Hai sứ thần Đại Thanh đến triều đình của Anna, đầu tiên là tại Moscow vào năm 1731, sau đó là tại St Petersburg vào năm sau, là những sứ thần duy nhất mà Đại Thanh cử đến châu Âu trong suốt thế kỷ XVIII. Những sứ thần này cũng độc đáo ở chỗ họ đã quỳ lạy trước một nhà cai trị nước ngoài.

## Cái chết và kế vị
Khi sức khỏe của bà suy yếu, Anna tuyên bố cháu trai của bà là Đại vương công Ivan Antonovich sẽ là người kế vị và chỉ định Biron làm nhiếp chính. Đây là một nỗ lực để đảm bảo dòng dõi của cha bà là Ivan V của Nga sẽ tiếp tục nắm giữ ngai vàng đế chế, và loại trừ con cháu của Pyotr Đại đế khỏi việc thừa kế ngai vàng. Người ta ghi lại rằng bà bị loét thận, và bà tiếp tục bị các cơn gút; khi tình trạng của bà trở nên tồi tệ hơn, sức khỏe của bà bắt đầu suy yếu.
Anna qua đời vào ngày 17 tháng 10 năm 1740 ở tuổi 47 vì sỏi thận khiến bà qua đời một cách chậm rãi và đau đớn. Những lời cuối cùng của bà tập trung vào Biron. Ivan VI khi đó mới chỉ là một đứa trẻ 2 tháng tuổi, và mẹ của ông, Anna Leopoldovna, bị ghét bỏ vì các cố vấn và họ hàng người Đức của bà. Hậu quả là, ngay sau cái chết của Anna, Elizabeth Petrovna, con gái hợp pháp của Pyotr Đại đế, đã giành được sự ủng hộ của dân chúng, giam Ivan VI vào ngục tối và trục xuất mẹ ông. Anna được chôn cất 3 tháng sau đó vào ngày 15 tháng 1 năm 1741, để lại sự bất định cho tương lai của nước Nga.

## Di sản
Ở phương Tây, triều đại của Anna theo truyền thống được coi là sự tiếp nối của quá trình chuyển đổi từ hệ thống Muscovy cũ sang hệ thống của triều đình Tây Âu do Pyotr Đại đế khởi xướng. Nhìn chung, chính phủ của bà thận trọng, có lợi và thậm chí là vinh quang; nhưng chắc chắn là nghiêm khắc và cuối cùng trở nên không được lòng dân. Trong nước Nga, triều đại của Anna thường được gọi là "thời kỳ đen tối".
Vấn đề với triều đại của bà bắt nguồn từ những khiếm khuyết về tính cách của bà. Ngay cả khi xem xét nhu cầu của những người cai trị Nga là tránh thể hiện sự yếu đuối, thì triều đại của Anna vẫn liên quan đến những hành động đáng ngờ đối với thần dân của mình. Bà được biết đến là thích săn bắt động vật từ cửa sổ cung điện và trong nhiều trường hợp, làm nhục những người khuyết tật. Các vấn đề về chế độ nông nô, chế độ nô lệ của nông dân và tầng lớp thấp, thuế má, sự không trung thực và sự cai trị bằng nỗi sợ hãi liên tục vẫn tồn tại ở Nga trong thời gian bà cai trị.
Đế chế của bà được Lefort, bộ trưởng người Sachsen, mô tả là "tương đương với một con tàu bị bão đe dọa, được điều khiển bởi một thuyền trưởng và thủy thủ đoàn đều say rượu hoặc đang ngủ... không có tương lai đáng kể". Cuộc chiến của Anna với Ottoman, các vấn đề kinh tế và âm mưu xoay quanh việc lên ngôi của bà đều làm sáng tỏ một ánh hào quang đáng ngại về triều đại của nữ hoàng. Bà đã khôi phục lại triều đình ở St. Petersburg và đưa bầu không khí chính trị của Nga trở lại nơi mà Pyoth Đại đế đã định đô, và sự hùng vĩ của nó hầu như không có gì sánh kịp ở châu Âu hoặc châu Á; nhưng cuộc sống cung đình xa hoa như vậy đã bị lu mờ bởi hàng ngàn người đàn ông bị tàn sát trong chiến tranh.